# Kaple Panny Marie Sedmibolestné (Lysolaje)
Kaple Panny Marie Sedmibolestné v pražských Lysolajích je Římskokatolická výklenková kaple s mariánský obrazem, která se nachází při tzv. zázračné studánce v Houslích. Byla postavena v klasicistním slohu v roce 1863 a později několikrát upravována.
Studánka, která je známá svou kvalitní vodou, sloužila až do roku 1967 jako vodní zdroj pro celé Lysolaje a i v současnosti je její voda využívána jako dílčí vodní zdroj. Ve studánce pramení Lysolajský potok.
Kaple leží na území farnosti u dejvického kostela sv. Matěje.